# NGC 4453
NGC 4453 (другие обозначения — MCG 1-32-73, ZWG 42.121, VCC 1130, NPM1G +06.0340, IRAS12262+0647, PGC 41072) — спиральная галактика (Sb) в созвездии Дева.
Этот объект входит в число перечисленных в оригинальной редакции «Нового общего каталога».
В галактике вспыхнула сверхновая SN 1966F. Её пиковая видимая звёздная величина составила 17,5.